# أديلينا لوبيز فييرا
أديلينا لوبيز فييرا (بالإنجليزية: Adelina Lopes Vieira)‏ (20 سبتمبر 1850، لشبونة في البرتغال)؛ مؤلِّفة، كاتِبة مسرحية، مُدرسة وشاعرة برتغالية-برازيلية.